# Đại học Quân sự Kim Nhật Thành
Đại học Quân sự Kim Il-sung (cũng được gọi là Học viện Quân sự Kim Il-sung) là một trường đại học nằm ở Mangyongdae-guyok, Bắc Triều Tiên. Được thành lập năm 1948 và được đặt tên theo Kim Il-sung, trường là một cơ sở giáo dục sau trung học dành cho các sĩ quan trong Quân đội Nhân dân Triều Tiên. Đây là học viện quân sự nổi bật nhất ở Bắc Triều Tiên.

## Cựu sinh viên đáng chú ý
- Kim Jong-un[1]
- Kim Yo-jong[2]
- Kim Yong-chun[3]
- Kim Jong-gak
- Chu Sang-song[4]
- Ri Yong-ho